# みたてるふぉーぜ
みたてるふぉーぜ（英: MITATERU-PHOSE: LET’S CHANGE PERSPECTIVES!）は、NHK Eテレで不定期に放送されているテレビ番組。

## 概要
「身の回りのモノが○○に見える」といった「見立て」を使って子どもたちの想像力を養い、自分だけの「ユニークな視点・切り口・工夫する力」を育てる番組。見立てることで見慣れた身の回りのモノや世界の多様さ・ふしぎをもう一度驚きとともに発見し、「工夫する力」「先入観や偏見を捨てて物事をとらえる力」「ユニークな視点を持つ力」などを得ることを狙いとしている。
番組においては「見立ててみれば、見慣れた世界が楽しくメタモルフォーゼ (変身)!」をコンセプトに、目の前の世界における様々な見立てを楽しむ。また様々な切り口のコーナーを通して、ものの見方には「ひとつの正解がある」のではなく「人の数だけ別解がある」ということを楽しみつつ、遊び心や想像力を刺激する。

## 登場キャラクター
- うー[2]
  - 声: 武内駿輔[11]
  - 右手のキャラクター[12]。第1回登場時は白色であったが、秋SP以降は青緑色に色が変化した[3][13]。字幕放送では黄色に表示される。
- さー[2]
  - 声: 折笠富美子[14]
  - 左手のキャラクター[12][14]。第1回登場時は白色であったが、秋SP以降は赤橙色に色が変化した[3][13]。字幕放送ではシアン色に表示される。

## コーナー
- かおさがそーぜ
  - 第1回で放送された街中で顔に見えるスポットを探すコーナー[8]。
- へんしんさせよーぜ
  - 第1回で放送されたコーナー[8]。第1回ではホチキスの針の隣に置くものを変える事で、高層ビル群やオフィスの書類、図書館の本棚などに見立てた[8]。
- みつけにいこーぜ
  - 第1回で放送されたコーナー[8]。第1回では噴水に線を足しかき氷に見立てた他、船の波跡をファスナーに見立てた[8]。
- せんのばそーぜ
  - 第2回で放送されたコーナー[9]。第2回ではアイスクリームの蓋を取った時の表面の模様を起点に様々な物を描いた[9]。
- ためしてみよーぜ
  - 第2回で放送されたコーナー[9]。第2回では「巻きずし」「コッペパン」「リコーダー」などを模型の線路に置き電車に見立てた[9]。
- ちずをぬろーぜ
  - 第2回及び2025年 冬SPで放送されたコーナー[9]。第2回及び2025年 冬SPでは日本地図から都道府県を切り取り、色を塗り様々なものへと変身させた[9]。
- みまちがおーぜ
  - 第3回で放送されたコーナー[15]。第3回ではリンゴを切ったり皮を剥いたりすることで、気球や目覚まし時計、寿司、視力検査、砂漠などに次々と変身させ、様々なものに見間違えた[15][16]。
- おじゃましよーぜ
  - 第3回で放送されたコーナー[15]。和室、キッチン、洗面台など家の中の見慣れた場所にミニチュアをお邪魔させることで、田植え、雪国、プールサイドなど世界のどこかの風景に変身させた[15][16]。
- チクタクしよーぜ
  - 2024年 秋SPで放送されたコーナー[17]。2024年 秋SPではスポーツの動きの角度を時計に見立てた[17][18]。
- なみにのろーぜ
  - 2024年 秋SPで放送されたコーナー[17]。2024年 秋SPでは身の周りにあるサーフィンの波に見立てられるものを探し、ミニチュアをお邪魔させて、波に見立てた[17][18]。
- けんちくたいそう
  - 2024年 秋SPで放送されたコーナー[17]。2024年 秋SPでは体操で世界の建物に変身した[17][18]。
- ふちとろーぜ
  - 2024年 秋SPで放送されたコーナー[17]。2024年 秋SPでは様々な景色を器の形に切り取った[17][18]。
- まちあるこーぜ
  - 2024年 秋SPで放送されたコーナー[17]。2024年 秋SPでは町の中で面白い見立てを捜索した[17][18]。
- いしのぞこーぜ
  - 2025年 冬SPで放送されたコーナー[19][20]。2025年 冬SPでは石の模様や形を様々な物に見立てた[19][20]。
- ふゆさがそーぜ
  - 2025年 冬SPで放送されたコーナー[19][20]。2025年 冬SPでは様々な物を冬の景色に見立てた[20][21]。
- みたてるラジオたいそう
  - 2025年 冬SPで放送されたコーナー[19][20]。2025年 冬SPではラジオ体操の動作を大掃除における様々な動作に見立てた[19][20]。
- ひょっとしよーぜ
  - 2025年 冬SPで放送されたコーナー[19][20]。2025年 冬SPでは子ども達が出会う日常の不思議と思った事に対して、ひょっとしてこういう事かもしれないと考えたエピソードが複数紹介された[20]。
- いろどろーぜ
  - 2025年 冬SPで放送されたコーナー[20][21]。2025年 冬SPではメイクパレットを様々な物や景色に見立てた[20][21]。
- デッサンしよーぜ
  - 2025年 冬SPで放送されたコーナー[19][20]。2025年 冬SPでは参加者達が黒電話やパイナップルなどの物を見て、そのまま描くのではなく、頭の中で思い浮かべた創造の世界を描いた[19][20]。

## エピソード
| 通算話数 | 通常版話数 | 5分版話数 | スペシャル版話数 | タイトル                  | 初放送日       | 出典                 |
| -------- | ---------- | --------- | ---------------- | ------------------------- | -------------- | -------------------- |
| 1        | 1          |           |                  | みたてるふぉーぜ #1       | 2023年03月27日 | [ 3 ] [ 5 ] [ 8 ]    |
| 2        | 2          |           |                  | みたてるふぉーぜ #2       | 2023年03月28日 | [ 3 ] [ 6 ] [ 9 ]    |
| 3        | 3          |           |                  | みたてるふぉーぜ #3       | 2023年12月22日 | [ 15 ] [ 16 ] [ 23 ] |
| 4        |            | 1         |                  | 5分版(1) みまちがおーぜ   | 2024年01月24日 | [ 23 ] [ 24 ]        |
| 5        |            | 2         |                  | 5分版(2) おじゃましよーぜ | 2024年01月31日 | [ 23 ] [ 25 ]        |
| 6        |            |           | 1                | 2024年 秋SP               | 2024年10月14日 | [ 13 ] [ 17 ]        |
| 7        |            |           | 2                | 2025年 冬SP               | 2025年02月11日 | [ 19 ] [ 21 ]        |
| 8        |            |           | 3                | 特集                      | 2025年02月28日 | [ 26 ]               |
| 9        | 4          |           |                  | みたてるふぉーぜ #4       | 2025年03月02日 | [ 27 ]               |
| 10       | 5          |           |                  | みたてるふぉーぜ #5       | 2025年03月02日 | [ 28 ]               |
| 11       | 6          |           |                  | みたてるふぉーぜ #6       | 2025年03月02日 | [ 29 ]               |
| 12       | 7          |           |                  | みたてるふぉーぜ #7       | 2025年03月08日 | [ 30 ]               |

## 受賞
- 2024年のニューヨーク・フェスティバル（英: NEW YORK FESTIVALS　TV & FILM AWARDS）において『みたてるふぉーぜ #1』が「エンターテイメント番組：子ども・青少年部門」において「金賞」を受賞した[1][7][10][31][32]。
- 2024年の『プリ・ジュネス』において『みたてるふぉーぜ＃1』が「6歳以下ノンフィクション部門（英: Up to 6 Non-Fiction）のグランプリ」を受賞した[18][33][34]。